# Rumors (canción de Lizzo)
«Rumors» es una canción de la cantautora estadounidense Lizzo, que cuenta además con la colaboración de la rapera también estadounidense Cardi B. Escrita por sus dos intérpretes con apoyo de otros colaboradores, la canción es una burla a los rumores generados en Internet sobre diversos aspectos de ambas. Fue lanzada como sencillo el 13 de agosto de 2021 bajo el sello de Atlantic Records.
La canción recibió críticas positivas de los especialistas por su mensaje, su ritmo y la combinación entre ambas intérpretes. En términos comerciales, alcanzó la cuarta posición del Billboard Hot 100 de los Estados Unidos e ingresó a los veinte primeros en Australia, Canadá, Irlanda y el Reino Unido.
Su videoclip, dirigido por Tanu Muino, fue lanzado en simultáneo con la canción el 13 de agosto de 2021 y está inspirado en la Antigua Grecia. «Rumors» recibió una nominación a los MTV Video Music Awards en la categoría de canción del verano. 

## Antecedentes
A lo largo del primer semestre de 2021, Lizzo estuvo trabajando en lo que sería su cuarto álbum de estudio. El 2 de agosto, anunció a través de sus redes sociales que su siguiente sencillo se titularía «Rumors» y sería una colaboración con Cardi B. La canción fue lanzada a nivel mundial el 13 de agosto de 2021, siendo el primer lanzamiento de Lizzo en más de dos años desde la publicación de su álbum Cuz I Love You (2019).

## Composición
La canción fue escrita conjuntamente por Lizzo y Cardi con apoyo de Torae Carr, Theron Thomas, Nate Mercereau, Steven Cheung y Ricky Reed; este último, además, fue el encargado de producirla. La melodía incluye guitarras eléctricas, sintetizadores y aplausos, aunque predomina el piano con estilo funk mientras ambas cantan. Su letra es una burla a los rumores generados por Internet sobre ambas artistas; Lizzo habla mayormente sobre cómo la gente piensa que su mensaje de aceptación corporal es «desagradable» y «demasiado sexual», mientras que Cardi rapea sobre cómo aquellos que la odian intentan demeritar sus logros.

## Rendimiento comercial
En los Estados Unidos, «Rumors» debutó en la cuarta posición del Billboard Hot 100, con lo que marcó el tercer top 10 de Lizzo y el décimo de Cardi. Asimismo, ingresó en el tercer puesto tanto del Digital Songs (25 200 copias) como del Streaming Songs (20.9 millones de streams), así como al vigésimo primero del Radio Songs (30.1 millones en audiencia radial). Al ser la canción de género hip hop mejor posicionada en el Billboard Hot 100, también debutó en la cima del Hot R&B/Hip-Hop Songs (tercero número 1 para Lizzo y séptimo para Cardi) y el Hot Rap Songs (segundo número 1 para Lizzo y sexto para Cardi).

## Vídeo musical
El videoclip de «Rumors» fue dirigido por Tanu Muino y lanzado en simultáneo con la canción el 13 de agosto de 2021. Hace múltiples referencias a las musas de la película animada Hércules (1997) y está inspirado en la Antigua Grecia. En el vídeo, Lizzo y Cardi usan varios atuendos dorados y togas, además que son presentadas como Diosas olímpicas.

## Semanales
| Australia      | Australian Singles Chart | 16 |
| Canadá         | Canadian Hot 100         | 12 |
| Estados Unidos | Billboard Hot 100        | 4  |
| Estados Unidos | Digital Songs            | 3  |
| Estados Unidos | Streaming Songs          | 3  |
| Estados Unidos | Radio Songs              | 21 |
| Estados Unidos | Pop Songs                | 15 |
| Estados Unidos | Rhythmic                 | 13 |
| Estados Unidos | Hot R&B/Hip-Hop Songs    | 1  |
| Estados Unidos | Hot Rap Songs            | 1  |
| Irlanda        | Irish Singles Chart      | 16 |
| Nueva Zelanda  | NZ Top 40 Singles Chart  | 23 |
| Portugal       | Portuguese Singles Chart | 72 |
| Reino Unido    | UK Singles Chart         | 20 |
| Suecia         | Swedish Singles Chart    | 60 |
| Suiza          | Swiss Singles Chart      | 85 |

## Premios y nominaciones
| Año  | Premiación             | Categoría          | Resultado | Ref.   |
| ---- | ---------------------- | ------------------ | --------- | ------ |
| 2021 | MTV Video Music Awards | Canción del Verano | Nominado  | [ 16 ] |